# In Concert Tour
Az In Concert Tour Mike Oldfield 1980. április 13-tól december 20-ig tartó turnéja. Az előző évi Exposed turnét pénzhiány miatt félbe kellett hagyni. Ezen a turnén az azt követően megjelent Platinum albumot mutatták be. Ezen a koncertkörúton Mike Oldfield már csak 10 emberrel játszott, de később még ezt is soknak találta.

## Közreműködők
- Mike Oldfield – elektromos gitár, basszusgitár, ütőhangszerek, mandolin, ének
- Pierre Moerlen – dob, ütőhangszerek
- Benoit Moerlen – dob, ütőhangszerek
- Hansford Rowe – basszusgitár
- Nico Ramsden – elektromos gitár, ének
- Tim Cross – billentyűsök
- Peter Lemer – billentyűsök
- Maggie Reilly – ének
- Wendy Roberts – ének
- Peter "Bimbo" Acock – szaxofon, fuvola, klarinét
- Mike Frye – dob, ütőhangszerek